# Otto Friedrichs
Ne doit pas être confondu avec Otto Friedrich ou Otto Friedrich Ignatius.
Pour les articles homonymes, voir Friedrichs.
Otto Friedrichs est un musicien, historien et collectionneur allemand, né le 28 septembre 1857 à Elberfeld (Allemagne) et mort le 12 août 1942 au Palais (France). Il consacre ses travaux à la Révolution française, à la famille royale et plus spécifiquement à la survivance de Louis XVII. Il est l'un des fervents défenseurs de la cause de Naundorff.

## Biographie

### De musicien à écrivain
Otto Friedrichs naît en 1857 à Elberfeld (Allemagne) d'une mère sans profession et d'un père horloger. On ne sait quasiment rien de son enfance et de son adolescence, à l'exception qu'il étudie la musique, visiblement le piano dans l'objectif d'en faire sa profession.
En 1875, il réside à Bruxelles chez "deux vieilles dames hollandaises" qui lui font connaitre Louis XVII et les idées survivantistes. Deux ans plus tard, il renonce à sa nationalité allemande. Il poursuit ses études de musique jusqu'en 1880, date à laquelle il est contraint d'arrêter pour raison de santé. C'est suite à cet événement qu'il s'intéresse véritablement à la question de la survivance de Louis XVII.

### Louis XVIIetNaundorff
Il s'intéresse donc à la question en détail, notamment à travers de nombreuses lectures dont le journal La Légitimité, et ce dès 1883. Ces lectures le convainquent de la survivance de Louis XVII à travers la personne de Naundorff. Un an plus tard, il publie son premier ouvrage intitulé Un crime politique, étude historique sur Louis XVII.

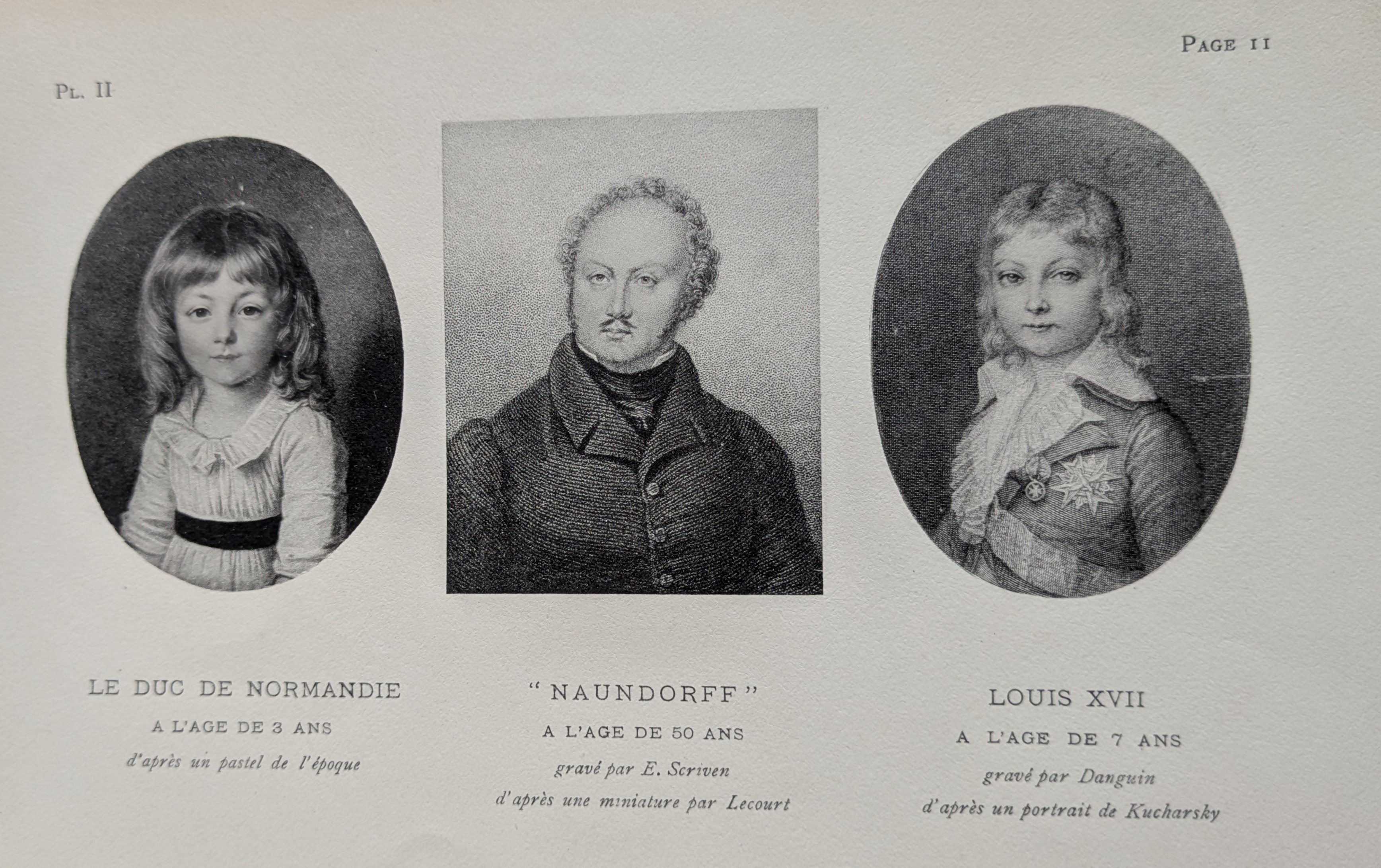
Naundorff au milieu de deux portraits de Louis XVII enfant

Il donne des conférences à Paris sur le sujet jusqu'en 1914. En outre, il devient l'un des principaux rédacteurs du Cercle de Louis XVII publié par Maurice d'Hartoy et publie également dans La Légitimité. Ses nombreuses rédactions et recherches lui confèrent le statut de spécialiste de Louis XVII pour ses contemporains, en particulier chez les survivantistes. Il est également décrit comme pamphlétaire par certains journalistes.
Au total, il publiera douze ouvrages sur cette thématique. La majorité sont des réponses à ses adversaires.

### Opinion politique
Bien que fervent défenseur de la cause de Naundorff et de sa reconnaissance par la justice française, Otto Friedrichs se décrit comme républicain et historien. Il parle son travail comme un "acte historique, humain et judiciaire",.
Il prendra tout de même part à la défense de la réhabilitation des Boubon-Naundorff en 1911 aux côtés de l'ancien sénateur François Boissy d'Anglas (petit-fils du conventionnel),. Il se défend cependant d'avoir accepté les invitations de la famille Bourbon-Naundorff bien qu'elles figurent dans sa correspondance de travail.

### Vie personnelle
Il arrive en France vers 1885. Il vit à Neuilly en hiver et dans sa demeure au Palais, pointe de Bugull en été. Il obtiendra la nationalité française en 1925 avec difficultés, notamment en raison de sa présence en Allemagne durant la Première Guerre mondiale. Il se marie à Mathilde Constance Bernardine de Wolfram le 17 juin 1933 dans le 18e arrondissement de Paris.
Il s'éteint le 12 août 1942, dans sa résidence de Belle-Île, à l'âge de 84 ans,.

## Collection
En parallèle de ce travail de recherche, il constitue une impressionnante collection qu'il conserve dans sa résidence du Palais.
Tout le long de sa vie, il va enrichir cette collection en lien avec la Révolution française, la famille royale et la famille Naundorff. Cette dernière comporte des pièces singulières comme une redingote qui aurait était portée par Louis XVII au Temple, une lanterne de poche ayant appartenu à Marie-Antoinette ou encore des éventails historiques représentant des scènes de vie de la famille royale. En complément, sa collection est également riche de nombreux objets séditieux en lien avec la famille royale. On compte notamment des cartes à tirettes, des tabatières ou encore des pommeaux de cannes en bois.

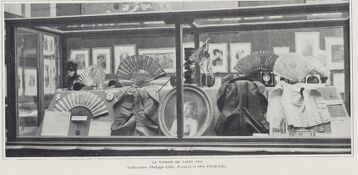
Vitrine Louis XVII, exposition Petit Palais 1901, d'après Le Figaro Illustré

Otto Friedrichs expose une partie de cette riche collection pour la première fois en 1901 dans le cadre de l'exposition "Le Musée de l'Enfance" au Petit Palais. Il présentera une vitrine consacrée à Louis XVII,,.
En janvier 1903, il rédige un testament déclarant son intention de léguer la totalité de sa collection à la Ville de Paris,,. Ses biens seront cependant saisis et mis sous séquestre par la ville de Paris pendant la Première Guerre mondiale et ce jusqu'en 1921 où ses biens échappent de justesse à la vente. De nombreux intellectuels parisiens le défendent et tentent de faire annuler cette vente,,. Durant cette période, il sera hébergé à Paris chez son ami François Boissy d'Anglas. Ce dernier meurt en 1921. Otto Friedrichs hérite alors sa bibliothèque, qui nourrit sa collection.
En mai 1928, il expose pour la seconde fois une partie de sa collection, cette fois à la bibliothèque municipale de Nantes,,. À la suite de cette exposition, la ville de Nantes émet le souhait d'acquérir cette collection. Otto Friedrichs en fera don contre une rente viagère de 10 000 francs par an en 1932,.
Aujourd'hui conservée dans le fonds patrimonial de la médiathèque Jacques Demy de Nantes, le fonds Friedrichs est composé de plus de 10 000 volumes imprimés, 1 200 estampes, une centaine d'objets et de nombreux manuscrits.

## Correspondance et cercle proche
Dès les années 1890 et jusqu'à sa mort, Otto Friedrichs est en contact avec d'autres personnalités et écrivains qui défendent la survivance de Louis XVII. Il travaille notamment avec Henri Foulon de Vaulx avec qui il édite un ouvrage (Abrégé des infortunes du Dauphin), Léon Bloy, Christian Heinrich Gottlieb Steuerwald ou encore Paul Macquat.
Il est également proche de François Boissy d'Anglas, chez qui il réside pendant la saisie de ses biens. Il entretient une riche correspondance avec les descendants de Naundorff et notamment Henri de Bourbon-Naundorff. Sa correspondance contient également quelques échanges avec des personnalités comme Louise Michel ou Auguste Rodin.
Ces échanges ainsi que sa correspondance de travail sont également consultables dans le fonds Friedrichs de la bibliothèque municipale de Nantes.

## Publications
- Un crime politique, étude historique sur Louis XVII, Bruxelles, G. A. Tilmont, 1884, 626 p. (BNF 30466533)
- Le Journal de M. de Cassagnac et Louis XVII. Réponse à un article paru dans l'"Autorité" du 16 janvier 1887, Paris, A. Soirat, 1887, 44 p. (BNF 30466528)
- Otto Friedrichs (avec la collaboration de MM. Jules Bois, Jean Carrère, Albert Cuillé, Otto Friedrichs, C. (sic, pour G.) Lenotre Georges Maurevert, Osmond, Paul Redonnel, Henri Provins et Romaney... comprenant... une lettre autographe de Naundorff), La Question Louis XVII, étude historique, Paris, Société anonyme "La Plume", 1900, 179 p. (BNF 30466531)
- Les Démentis de S.A.R. le duc de Parme : Le Comte de Chambord et Louis XVII, réponse à M. le vicomte de Reiset, Paris, H. Daragon, 1906, 54 p. (BNF 35002410)
- M. J.-C.-Alfred Prost et la question Louis XVII, Paris, H. Daragon, 1906, 39 p. (BNF 34027075)
- La Maladie, le décès et les obsèques de Louis XVII à Delft, Paris, H. Daragon, 1907, 36 p. (BNF 30466529)
- Autour d'un problème : Réfutation du livre de M. Joseph Turquan sur Louis XVII, Paris, H. Daragon, 1908, 201 p. (BNF 30466524)
- Dans quel sens Louis XVII employait-il le terme d'aristocrate ?, Paris, H. Daragon, 1908, 7 p. (BNF 30466525)
- Études et polémiques historiques sur Louis XVII : Brelan d'adversaires : Georges Montorgueil, Henri Rochefort, Ernest Daudet, Paul Gaulot, Paris, H. Daragon, 1911, 407 p. (BNF 34027041)
- La Question Louis XVII, Paris, H. Daragon, 1912, 95 p. (BNF 36564223)
- Léon XIII et la survivance de Louis XVII, documents inédits, Caen, Marigny et Joly, 1942, 24 p. (BNF 32131919)
- Marie-Antoinette calomniée, la "grande calomniée du XVIIIe siècle" défendue contre les libelles immondes qui salirent en elle la femme, l'épouse, la mère : Nombreux documents inédits tirés des archives de Belgique, lettres inédites de David, documents de l'époque révolutionnaires... (préf. Léon Bloy), Paris, Maurice d'Hartoy, 1948, 639 p. (BNF 32131920)